# Союз ТМА-08М
Союз TMA-08M — місія космічного корабля «Союз» до МКС з трьома космонавтами на борту. Стартував з космодрому «Байконур» 29 березня 2013 року.
У ході посадки сталася нештатна ситуація: відмовили датчики, і екіпажу довелося робити посадку, отримуючи дані від льотчиків авіації пошуково-рятувальної служби. Тим не менше, посадка була здійснена благополучно.
Командир екіпажу, Павло Виноградов, став найстаршим російським космонавтом, що здійснив свій третій космічний політ у віці 60 років.
Вперше політ відбувався по Чотирьохвитковій схемі зближення зі станцією (т.зв. «коротка схема») — корабель пристикувався до МКС менш ніж через шість годин після старту, в ніч на 29 березня.
У ході польоту космонавти виконали 49 експериментів, у тому числі 47 експериментів, розпочатих у попередніх польотах, і два нових експерименту «Контроль» і «Обстановка», прийняли і розвантажили вантажні кораблі «Прогрес М-19М», «Прогрес М-20М», ATV-4 «Альберт Ейнштейн» (ATV-4 'Albert Einstein') і HTV-4.
Командир екіпажу Павло Виноградов взяв участь в одному виході у відкритий космос, а Олександр Місуркін і Крістофер Кессіді покидали борт станції по три рази.
На Землю космонавти повернулися 11 вересня 2013 — спусковий апарат здійснив посадку в 152 кілометрах на південний схід р. Джезказган (Казахстан).

## Екіпаж
- (Роскосмос): Павло Виноградов (3-й космічний політ) — командир екіпажу.
- (Роскосмос): Олександр Місуркін (1) — бортінженер.
- (НАСА): Крістофер Кессіді (2) — бортінженер.

## Дублери
- (Роскосмос): Олег Котов (3-й космічний політ) — командир екіпажу.
- (Роскосмос): Сергей Рязанский (1) — бортінженер.
- (НАСА): Майкл Хопкінс (1) — бортінженер.

## Історія
- 29 березня 2013 року в 0:43 мск корабель стартував до МКС і вперше в історії вже через 6 годин в 06:28:22 пристикувався до малого дослідницького модуля «Поіск» російського сегменту МКС[2].
- 11 вересня 2013 року в 6:58 мск космонавти приземлилися в Казахстані[3].